# Kortvleugelige roofwants
De kortvleugelige roofwants (Coranus subapterus) is een wants uit de familie roofwantsen (Reduviidae).

## Uiterlijk
De kortvleugelige roofwants is grijsachtig van kleur. Hij is gewoonlijk kortvleugelig (brachypteer). De vleugels zijn dan heel kort. Hij komt echter een enkele keer als langvleugelig (macropteer) voor. Het abdomen is aan de onderkant grijsgeel met in het midden een smalle zwarte streep.
De lengte is 8,4 – 11,3 mm.
Hij lijkt zeer veel op de valse kortvleugelige roofwants (Coranus woodroffei). Verschil: De onderkant van het abdomen is grijsgeel met lichte vlekken. In het midden is er een donkerzwarte streep, die verder doorloopt. De vleugelstompjes zijn iets sterker gereduceerd en is het derde sprietlid is beduidend langer dan het tweede.

## Verspreiding en habitat
De soort wordt aangetroffen in Europa en Azië. Hij leeft op spaarzame begroeide bodems in droge biotopen, in de duinen en de hogere zandgronden.

## Leefwijze
Het voedsel bestaat uit insecten als kevers en vliegen. De eieren overwinteren. Volwassen wantsen worden waargenomen van midden juni tot midden november. Er is één generatie per jaar.